# براندون شورت
براندون شورت (بالإنجليزية: Brandon Short)‏ هو لاعب كرة قدم أمريكية أمريكي، ولد في 11 يوليو 1977 في ماكيسبورت في الولايات المتحدة.

## وصلات خارجية
- براندون شورت على موقع مرجع كرة القدم المحترفة.كوم (الإنجليزية)